# Shant TV
Shant TV（亚美尼亚语：Շանթ հեռուստատեսություն）是亚美尼亚埃里温的一家私营电视台，由Arthur Yezekyan在亚美尼亚第二大城市久姆里于1994年建立。电视台从1995年5月起发布一个整整6小时的节目表。

## 历史
电视台成立于国家新闻和资讯缺乏期，因此在电视台成立之初，全台只有新闻和资讯类的节目。2001年以后，电视台迁至首都，并开始了常规化的电视节目。

## 网络服务
网络Shant电视上最流行的亚美尼亚连续剧包括：
- Anurjner
- Banakum
- Lialusin（页面存档备份，存于）

Shant TV同时开辟了一个论坛：
www.forum.shanttv.com